# Hořovičky
Hořovičky är en ort i Tjeckien.   Den ligger i regionen Mellersta Böhmen, i den västra delen av landet, 60 km väster om huvudstaden Prag. Hořovičky ligger 357 meter över havet och antalet invånare är 478.
Terrängen runt Hořovičky är huvudsakligen platt, men söderut är den kuperad. Runt Hořovičky är det ganska glesbefolkat, med 36 invånare per kvadratkilometer. Närmaste större samhälle är Žatec, 19,1 km norr om Hořovičky. Trakten runt Hořovičky består till största delen av jordbruksmark.